# Classe Micro
La classe Micro est une classe de voiliers de régate, fondée en 1977.

## Présentation
La classe a été créée par la revue française de nautisme Bateaux en 1977. Elle a pour but de faire concourir en temps réel des voiliers de 5,50 m, peu onéreux et facilement transportables.
D'abord principalement présente en France, la classe Micro s'est développée en Europe au cours des années 1980 et 1990. Elle a officiellement été reconnue par la Fédération internationale de voile en 1999.
Chaque année, une demi-douzaine d'épreuves sont organisées sur mer ou sur plans d'eau intérieurs, dans toute l'Europe. La saison voit notamment, depuis l'origine, la tenue d'un championnat du monde, la Micro Cup.

## Divisions de Micro
Bien que la règle de base de jauge soit de 5 mètres 50 de long et de 2 mètres 45 de large (pour être déplacé sur nos routes), il existe trois divisions de Micro :
- Micro Prototype : 450 kg mini
- Micro Régate : 540 kg mini
- Micro Croiseur : 560 kg mini

Ces deux dernières divisions doivent correspondre à une construction de minimum dix bateaux de série.

### Micro Proto
Aujourd'hui, très peu de Micro Proto sont construits chaque année. Les anciennes unités restent très performantes (Liberté, un plan Lucas de 1994, gagne encore régulièrement le Tour de France Micro, l'épreuve française sur une saison) et il existe un large choix de bateaux d'occasion. Le Micro Flyer Proto Stawo.pl de 2012 a gagné la MicroCup 2012 et 2014.

#### Caractéristiques de jauge
- Poids minimum : 450 kilogrammes
- Longueur de mât maximum : pas de limite
- Longueur maximum du guindant de Grand-Voile « P » : selon la taille des voiles
- Stabilité aux faibles angles : 15 degrés
- Stabilité à 90° : 10 kilogrammes
- Matelas sur couchettes : non
- Évier, réchaud, rangements : non

#### Principales constructions et architectes
- Europa : Gallois
- Flyer 550 : Gonciarz
- HotBoat : Abrozej
- L’Arte : Ginter
- Lucas : Lucas
- Opus 5500: Abrozej
- Ricochet 559 : Ricochet Design Group
- Shanta : Skrzat
- Speculation : Morrisson
- Windjammer : Skrzat

### Micro Régate
Les chantiers français ne produisent plus de Micro. La série Neptune 550 rivalise toujours avec certains Micro Proto. Quant à la série Flyer Régate, elle s'est imposée à la MicroCup.

#### Caractéristiques de jauge
- Poids minimum : 540 kilogrammes
- Longueur de Mât maximum : 8,20 mètres
- Longueur maximum du guindant de Grand-Voile « P » : 7,60 mètres
- Stabilité aux faibles angles : 12,5 degrés
- Stabilité à 90° : 10 kilogrammes
- Hauteur sous barrot : 1,20 mètre
- Matelas sur couchettes : 3
- Évier, réchaud, rangements : recommandés

#### Principales séries et architectes
- Flyer Régate : Gonciarz
- Go 550 : Fauroux
- Microsail : Mull
- Neptune 550 : Fauroux
- Ricochet 550R : Ricochet Design Group

### Micro Croiseur
Les chantiers français ne produisent plus de Micro Croiseur. Les Corsaires, First 18, Edel II et Edel V furent construits par centaines d'exemplaires et régatent toujours pour certains. Quant à la série Flyer Croiseur, elle s'est imposée à la MicroCup.

#### Caractéristiques de jauge
- Poids minimum : 560 kilogrammes
- Longueur de Mât maximum : 7,70 mètres
- Longueur maximum du guindant de Grand-Voile « P » : 6,85 mètres
- Stabilité aux faibles angles : 10 degrés
- Stabilité à 90° : 15 kilogrammes
- Hauteur sous barrot : 1,25 mètre
- Matelas sur couchettes : 3
- Évier, réchaud, rangements : obligatoires

#### Principales séries et architectes
- Challenger Micro : Gaubert
- Corsaire	: Herbulot
- Diletant 550 : Čerbikovs
- Edel 2 : Edel
- Edel 5 : Edel
- First 18 : Finot
- Flyer Classic : Gonciarz
- Jouët 550 : Jouët
- Jumper 550 : Piesniewski
- Kelt 550 : Ollier
- Ricochet 550 : Ricochet Design Group
- Sailart 18 : Sailart
- Silver 550 : Uven

## Palmarès Micro Cup
| Année | Lieu                     | Nation   | Médaille d'or                                              | Bateau                       |
| ----- | ------------------------ | -------- | ---------------------------------------------------------- | ---------------------------- |
| 2014  | BERLIN (Allemagne)       | Pologne  | Piotr Ogrodnick, Piotr Petryla, Grzegorz Banaczyk          | STAWO.PL, Flyer Proto        |
| 2013  | GDYNIA (Pologne)         | Pologne  | TARNACKI Piotr, BECKER Rafał, MONGIRD Krzystof             | TOYOTA NINA, L'Arte3         |
| 2012  | TRAUNSEE (Autriche)      | Pologne  | OGRODNIK Piotr, BANASZCZYK Grzegorz, CHOROBA Paweł         | STAWO.PL, Flyer Proto        |
| 2011  | LAKE USMA (Lettonie)     | Russie   | TARNACKI Piotr, BECKER Rafał, MONGIRD Krzystof             | TOYOTA NINA, L'Arte3         |
| 2010  | QUIBERON (France)        | Pologne  | BILL Andrew, TARANOV Maxim, TEKUCHEV Mikhail               | MONTE CRISTO, SM 550         |
| 2009  | MOSCOU (Russie)          | Russie   | NEUGODNIKOV Evgeniy, BILL Andrew, EKIMOV Alexandr          | MONTE CRISTO, Ricochet 559   |
| 2008  | SOPOT (Pologne)          | Pologne  | TARNACKI Piotr, CHODUBSKI Jerzy, GORALSKI Bohdan           | APIA, L’Arte 3               |
| 2007  | WARNEMÜNDE (Allemagne)   | Pologne  | TARNACKI Piotr, CHODUBSKI Jerzy, GORALSKI Bohdan           | SONCAS, L’Arte               |
| 2006  | MÈZE (France)            | France   | KRAUTH Marcel, KRAUTH Marc, BEIGNEUX Fabrice               | BRISKA III, Lucas            |
| 2005  | LAKE USMA (Lettonie)     | Pologne  | TARNACKI Piotr, CHODUBSKI Jerzy, WOSIŃSKI Łukasz           | SONCAS WILLA HÖPFER, L’Arte  |
| 2004  | NIEUWPOORT (Belgique)    | Pologne  | TARNACKI Piotr, CHODUBSKI Jerzy, WOSIŃSKI Łukasz           | POL-77, L’Arte               |
| 2003  | ŁEBA (Pologne)           | Pologne  | TARNACKI Przemysław, SZMUL Michał, WYSOCKI Jacek           | POL-55, L’Arte               |
| 2002  | ACHENKIRCH (Autriche)    | France   | BENABEN Philippe, LOISELET Matthieu, NOBILEAU Rémi         | PLATYPUS II, L’Arte          |
| 2001  | MAUBUISSON (France)      | Pologne  | SAWKO Stanisław, TARNACKI Piotr, WYSOCKI Jacek             | HEMPEL, L'Arte               |
| 2000  | WARNEMÜNDE (Allemagne)   | Pologne  | TARNACKI Przemysław, SZMUL Michał, OSSOWSKI Marcin         | HEMPEL, L'Arte               |
| 1999  | GDYNIA (Pologne)         | Pologne  | SAWKO Stanisław, DOMALEWSKI Kazimierz, TARNACKI Przemysław | HEMPEL, L'Arte               |
| 1998  | LA LONDE (France)        | France   | GRIVEL Yves, FOSSET Franck                                 | TOUPIDECK, Lucas             |
| 1997  | TRAUNKIRCHEN (Autriche)  | Pologne  | SAWKO Stanisław, DOMALEWSKI Kazimierz, TARNACKI Przemysław | SMART, Opus 5500             |
| 1996  | GRAU DU ROI (France)     | France   | KRAUTH Marcel, KRAUTH Marc, BEIGNEUX Fabrice               | BRISKA III, Lucas            |
| 1995  | BIELERSEE (Suisse)       | Pologne  | WRÖBEL Leon                                                | HOTEL SOBIESKI, Shanta       |
| 1994  | KRYNICA MORSKA (Pologne) | Pologne  | WRÖBEL Leon                                                | HOTEL SOBIESKI, Shanta       |
| 1993  | RUST (Autriche)          | Autriche | BINDER Christian                                           | BINDER                       |
| 1992  | NIEUWPOORT (Belgique)    |          | une seule manche courue                                    | pas de classement            |
| 1991  | LA LONDE (France)        | France   | CONRAUX Fred                                               | LES GROS, Microbe            |
| 1990  | PUCK (Pologne)           | France   | JEANTHEAU                                                  | RELLIK-LOUVERTEX, Lucas      |
| 1989  | LA BAULE (France)        | France   | NOTARANTONIO, HAFNER, RUSSO                                | NOUCHKA, Speculation         |
| 1988  | HOURTIN (France)         | Pologne  | KACZOROWSKI Jarosław                                       | KUMPELKA, Lucas              |
| 1987  | OUISTREHAM (France)      | Pologne  | KACZOROWSKI Jarosław                                       | KUMPELKA, Lucas              |
| 1986  | BREST (France)           | France   | LUCAS Benoît                                               | LES COPINES, Lucas           |
| 1985  | EVIAN (France)           | France   | DELAGE                                                     | ELVSTROM GROM, Neptune proto |
| 1984  | GRANVILLE (France)       | France   | LUCAS Benoît                                               | LES COPINES, Lucas           |
| 1983  | LA ROCHELLE (France)     | France   | LE TROQUER                                                 | BOATIQUE, Speculation        |
| 1982  | TOULON (France)          | France   | RUSSO                                                      | BOATIQUE, Speculation        |
| 1981  | SAINT-MALO (France)      | France   | LUCAS Paul                                                 | SAUMON FUTÉ, Lucas           |
| 1980  | BREST (France)           | France   | DELAGE                                                     | PERFORMANCE, Neptune         |
| 1979  | LA GRANDE MOTTE (France) | France   | FAUROUX                                                    | MICROTUNE, Neptune Proto     |
| 1978  | DEAUVILLE (France)       | France   | DEVILLARD Gérard                                           | DÉCAGONE, Edel 2 Proto       |
| 1977  | LORIENT (France)         | France   | ANDRIEU Daniel, LEVAILLANT L., DREO T.                     | ALACREM, Cap Baba Proto      |

## Tour de France Micro
Chaque année, la MicroClass France établit un classement national des Micro à travers la France. Afin de rassembler les Micro, un coefficient différent est attribué suivant les différentes régates (plus de 40 comptabilisées en 2014). Pour le classement MicroClass France sont comptabilisées trois régates nationales Classic Tour (coefficient 3), trois régates régionales TDF Micro (coefficient 2) et 3 régates locales auxquelles au moins cinq Micro ont participé (coefficient 1). Le calendrier MicroClass France définit quatre régates Classic Tour, huit régates TDF Micro et propose une quarantaine de régates locales susceptibles de rassembler cinq Micro.